# Стефан Бидиков
Стефан Бидиков с псевдоним Скромний е български общественик и революционер, деец на Вътрешната македоно-одринска революционна организация.

## Биография
Стефан Бидиков е роден през 1886 година в град Кратово, тогава в Османската империя, днес в Северна Македония. Участва в революционната дейност на ВМОРО. Работи като учител в родния си град, когато главен учител в Кратово е Антон Тошев. За периода му в Кратово е описан:
| „ | Стефан Бидиков, тоже тих и извънмерно трудолюбив, преподава с български език в трите класа. С трудолюбието си той е преодолял доста трудности при обучението с тоя предмет. Зададените писмени работи, домашни и класни са твърде систематични. За първа година преподава тоя предмет и аз мисля, че за в бъдеще той ще е добър преподавател. | “ |

През Първата световна война е околийски началник. По-късно емигрира в България, където развива обществена дейност. През 1925 година е избран в настоятелството на Княжевското македонско благотворително братство.
Към 1940 година е подпредседател на Кратовското благотворително братство и е в ръководството на Съюза на македонските емигрантски организации. Към 1941 година е секретар в НК на Съюза на македонските емигрантски организации и е подпредседател на Кратовското благотворително братство.
Умира през 1944 година в Кратово.